# Piz Linard
Pour les articles homonymes, voir Piz Linard (Lantsch/Lenz) et Linard (homonymie).
Le Piz Linard est un sommet des Alpes, à 3 410 m, point culminant du massif de Silvretta, en Suisse (canton des Grisons).